# Tulipa heteropetala
Tulipa heteropetala är en liljeväxtart som beskrevs av Carl Friedrich von Ledebour. Tulipa heteropetala ingår i släktet tulpaner, och familjen liljeväxter. Inga underarter finns listade.